# یائه-زاکورا
یائه-زاکورا (به ژاپنی: ヤエザクラ) به مجموعهٔ ساکوراهایی گفته می‌شود که پر گلبرگ هستند و تعداد گلبرگ‌های آنها بیشتر از ۵ عدد است.